# Kate Todd
Kate Todd (Barrie, 12 december 1987) is een Canadese actrice, zangeres en songwriter.

## Biografie
Todd werd geboren in Barrie maar groeide op in Innisfil, een plaats in de provincie Ontario. Zij heeft haar middelbare school doorlopen aan de St. Benedict's Catholic High School in Cambridge. Tijdens haar studie leerde zij ook de Franse taal spreken.
Todd is naast het acteren ook bezig met zingen, gitaarspelen en met het schrijven van muzieknummers voor haar debuutalbum, zij heeft in 2012 een single uitgebracht met de naam Footprints on the Moon. Todd is ook actief voor een organisatie die zich inzet tegen kinderarmoede. Haar hobby's zijn onder andere kamperen, reizen en sport.

## Filmografie
- 2012 S is for Bird – als meisje in snackbar
- 2010 My Babysitter's a Vampire – als Erica
- 2008 Saving God – als Sherri Butler
- 2008 Degrassi Spring Break Movie – als Natasha
- 2007 Grizzly Rage – als Lauren Findley
- 2007 The Tracey Fragments – als Debbie Dodge
- 2006 Booky Makes Her Mark – als Gloria
- 2005 More Sex & the Single Mom – als Carol Ann

### Televisieseries
- 2011 – 2012 My Babysitter's a Vampire – als Erica Jones – 26 afl.
- 2012 The L.A. Complex – als Katee – 4 afl.
- 2011 Rookie Blue – als Jane – 1 afl.
- 2009 – 2010 Cashing In – als Chrissy Eastman – 7 afl.
- 2009 Family Guy – als Heidi Montag (stem) – 1 afl.
- 2007 – 2008 Life with Derek – als Sally - 10 afl.
- 2008 Degrassi: The Next Generation – als Natasha – 2 afl.
- 2007 Naturally. Sady – als Jen – 1 afl.
- 2003 – 2005 Radio Free Roscoe – als Lily Randall / Shady Lane – 52 afl.
- 2002 Strange Days at Blake Holsey High – als Cassie – 1 afl.